# Марія Шампанська
Марія Шампанська (фр. Marie de Champagne; бл. 1174 — 29 серпня 1204) — перша імператриця Латинської імперії, як дружина Балдуїна I Фландрського. Була регентом Фландрського графства під час відсутності свого чоловіка в 1202—1204 роках.

## Життя
Марія Шампанська була дочкою графа Шампанського Генріха I і принцеси Марії, дочки короля Франції Людовика VII.
13 травня 1179 року вона була офіційно заручена з Балдуїном I Фландрським, якому вже була обіцяна у дружини в 1171 році.

### Графиня Фландрії
6 січня 1186 року Марія і Балдуїн одружилися у Валансьєнні.
Молода графиня випускала від свого імені хартії й, схоже, любила міста Фландрії. У 1200 році вона та її чоловік звільнили абатства Нінове і Богеріс від усіх податей на їх території. У тому ж році вона та її чоловік приєдналися до хрестового походу в Брюгге. 14 квітня 1202 року її чоловік залишив Фландрію, щоб взяти участь в Четвертому хрестовому поході. Під час відсутності чоловіка Марія була регентом Фландрії.
Марія покинула Фландрію, щоб приєднатися до свого чоловіка в Утремері. Згідно з Жоффрей де Віллардуен та іншими авторами, вона не могла приєднатися до нього в хрестовому поході раніше, оскільки була вагітна під час його від'їзду. Коли вона народила дитину, дочку Маргариту і достатньо оговталася від пологів, вона вирішила приєднатися до нього.
Вона відпливла з порту Марселя і висадилася в Акко. Там її зустрів Боемунд IV Антіохійський.

### Імператриця Латинської імперії

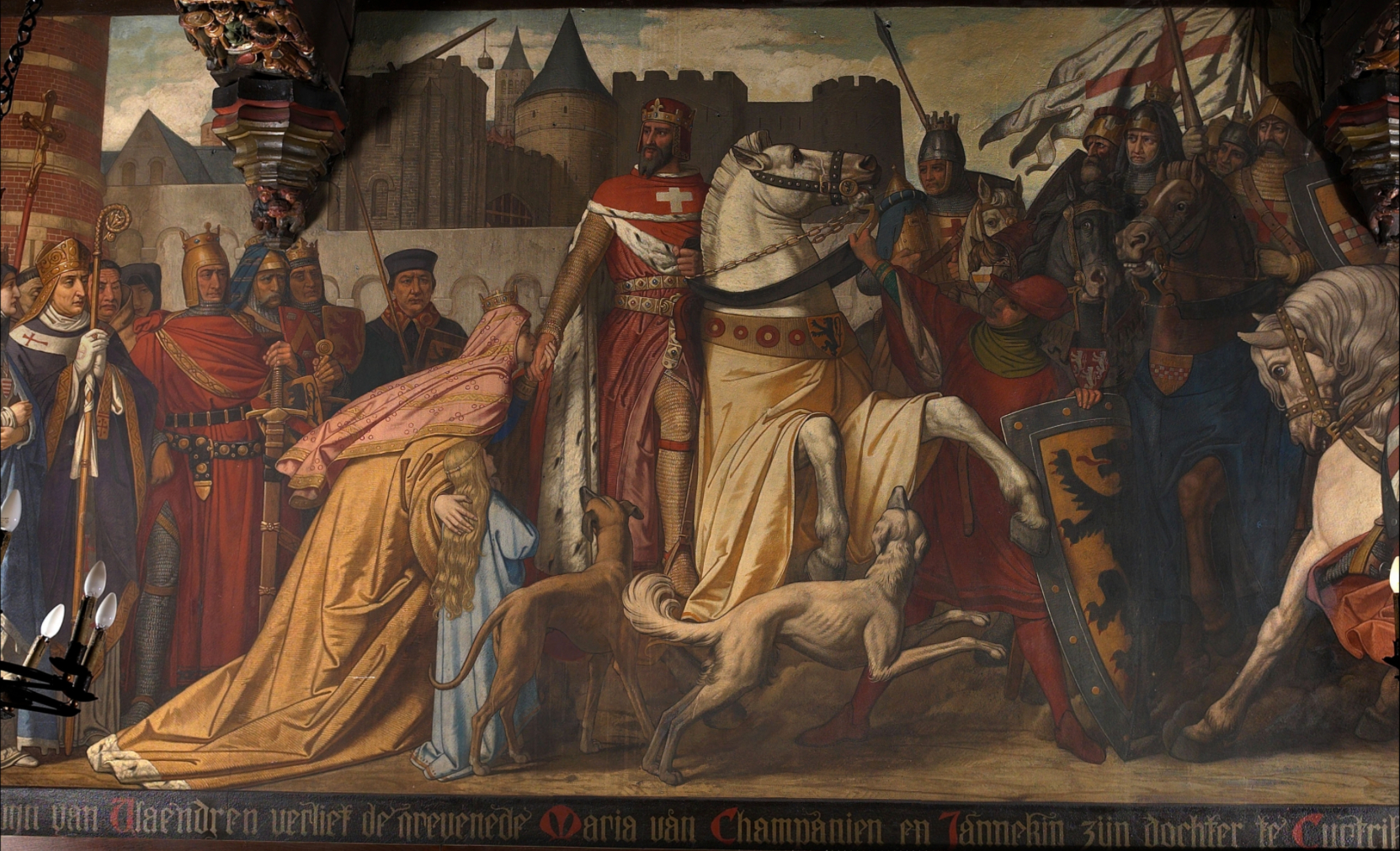
Балдуїн I Фландрський прощається з дружиною Марією Шампанською та дочкою Жанною, вирушаючи у хрестовий похід.

Під час хрестового походу її чоловік вирушив у Константинополь, столицю Візантії, де хрестоносці захопили та пограбували місто. Тоді вони вирішили створити Латинську імперію замість занепалої грецької. 9 травня 1204 року Балдуїн був обраний першим імператором, що зробило Марію імператрицею. Тільки коли вона прибула в Акко, до неї дійшли новини про падіння Константинополя і проголошення Балдуїна новим імператором. Вона хотіла відплисти до Константинополя, але захворіла і померла на Святій Землі.
Звістка про її смерть досягла Константинополя з підкріпленням із Сирії. Балдуїн сильно переживав смерть своєї дружини. Віллардуен пише, що Марія «була милостивою і доброчесною жінкою, яку всі шанували».

## Родина
Чоловік — Балдуїн I, імператор Константинополя
Діти:
- Іоанна (1199/1200—1244) —  графиня Фландрії
- Маргарита (1202—1280) —  графиня Фландрії